# Revolta militar de 1936 a la Guinea Espanyola
La revolta militar de juliol de 1936 a Espanya no va tenir una immediata repercussió en les colònies espanyoles del golf de Guinea, conegudes com a Guinea Espanyola (en l'actualitat Guinea Equatorial). Van passar tres mesos fins que la província de Fernando Poo es revoltés contra el govern de la República, mentre que la zona continental es va mantenir per uns dies fidel al govern. L'arribada de tropes franquistes des de Canàries va fer que tot el territori guineà quedés sota el domini del govern de Burgos.

## Antecedents

### Situació de la colònia
Les possessions espanyoles en el golf de Guinea comprenien dos territoris principals: l'illa de Fernando Poo —amb capital en Santa Isabel, illa de Bioko i ciutat de Malabo en l'actualitat— i el territori continental de Riu Muni, amb capital a Bata. També incloïa altres petites illes, properes al continent —Annobón, Corisco, Elobey Grande i Elobey Chico. A principis del segle XX havia començat l'explotació dels recursos de la colònia, especialment dels boscos a la zona continental i del cultiu de cacau a Fernando Poo. També es va crear la Guàrdia Colonial per a protegir els colons. Després de l'adveniment de la República, la colònia s'havia convertit en una «gegantesca fàbrica en la qual la població nativa treballava de dotze a catorze hores al dia en les enormes plantacions de cacau o en les serradores». La població espanyola era escassa, amb prou feines dues mil persones, i no s'havia dut a terme una veritable labor colonitzadora. La població indígena estava sotmesa a innombrables abusos —segons Ángel Miguel Pozanco, escriptor i funcionari colonial que participaria en la defensa de la colònia contra els revoltats, i que va deixar el seu testimoniatge en el llibre Guinea mártir (narraciones, notas y comentarios de un condenado a muerte), el que va veure des de 1935 va ser una «població nativa vestida amb taparrabos, en ruïna física a causa de les malalties endèmiques, o de transmissió sexual, donada la promiscuïtat regnant i a causa del consum excessiu d'alcohol». La influència de l'Església catòlica i els ordes religiosos era gran. Les promeses emancipadores de la República no havien tingut cap aplicació en la Guinea Espanyola. En 1935 la colònia es va dividir en dos districtes, l'insular, format per Fernando Poo i la resta d'illes, amb capital en Santa Isabel, i el continental, amb capital a Bata.
El 8 de setembre de 1935 va ser nomenat governador general Luis Sánchez-Guerra, enginyer del Cos de Camins, Canals i Ports, i germà de Rafael Sánchez Guerra, secretari general de la Presidència de la República. Sánchez-Guerra havia estat nomenat inicialment com a responsable de les obres en els ports de Bata i Santa Isabel, el que havia causat certa revolada en la metròpoli en relació amb l'«afer Tayá», un escàndol de corrupció que havia contribuït a accentuar el descrèdit del Partit Radical. El 6 de desembre fou nomenat sotsgovernador Miguel Hernández Porcel, enginyer del Cos d'Enginyers Agrònoms, a temps de partir cap al golf de Guinea amb Sánchez Guerra. Segons Pozanco, tenien la missió de racionalitzar l'administració del territori, millorar la producció de la colònia i engegar mesures d'ajuda als nadius. El primer residiria a la capital, Santa Isabel, mentre que el segon ho feia al continent (Pozanco va ser nomenat secretari del subgovern de Bata, a les ordres d'Hernández Porcel). No existien forces militars al territori. Les funcions de policia i ordre públic estaven al càrrec de la Guàrdia Colonial, que tenia caràcter militar i disposava de sis companyies, cinc territorials i una mòbil. La plana major, la banda de música i la primera companyia estaven a Fernando Poo, i les altres quatre, juntament amb la mòbil, tenien la seva base al continent. A l'arribada del nou governador general, la Guàrdia Colonial estava al comandament del tinent coronel d'Enginyers Luis Serrano. Segons Pozanco, durant el seu mandat, Sánchez Guerra va crear un estatut per als funcionaris colonials, va acabar amb els abusos dels fusters que explotaven sense autorització terrens de l'Estat, va reglamentar la contractació de treballadors natius, va limitar les activitats dels ordes religiosos, va impulsar mesures per afavorir la creació i cultiu de finques pròpies per part dels nadius i va començar la construcció d'una carretera entre Bata i Riu Benito. No obstant això, investigadors moderns, com Barrie Wharton, han valorat el període republicà a Guinea com a «freturós de qualsevol tipus de política per al progrés indígena».
Abans de l'esclat de la Guerra Civil espanyola, només hi havia un partit polític organitzat a Guinea, el Front Popular. Amb prou feines comptava amb 150 militants, fonamentalment intel·lectuals de classe mitjana que pertanyien a l'elit colonitzadora, amb visions polítiques molt més moderades que les dels seus correligionaris de la metròpoli —Togores Sánchez, tanmateix, identifica als partidaris del Front Popular amb «metropolitans», fonamentalment funcionaris colonials. Existien només dos periòdics a l'illa de Fernando Poo: La Guinea Española, propietat dels claretians i enfocada en l'acció catequètica; i El Defensor de Guinea, que encara que centrat en els negocis, saluda amb entusiasme l'arribada de la República en 1931 i fa propaganda del Front Popular en 1936. D'altra banda, les Eleccions generals espanyoles de 1936 de febrer no es van dur a terme a la Guinea Espanyola.

### L'arribada del creuer Méndez Núñez
El 5 de juny de 1936, el governador general Sánchez-Guerra va declarar l'estat d'excepció. Els historiadors addueixen raons de caràcter diferent. Per a Luis Eugenio Togores Sánchez, van ser alguns rumors sobre un alçament dels nadius els que el van portar a posar en estat d'alerta a la Guàrdia Colonial i a sol·licitar al Govern l'enviament d'un vaixell. en previsió d'una revolta. Així mateix, va sol·licitar a Madrid un vaixell de guerra, com a mesura preventiva. José Manuel Martínez Bande parla genèricament del temor a una revolta, i ho fa en relació amb l'agitació generada en la colònia arran de les eleccions de febrer. El creuer Méndez Núñez va arribar a l'illa de Santa Isabel el 24 de juny al comandament del capità de fragata Trinidad Matres García. Entre la seva dotació estava el tercer maquinista Eugenio Rodríguez Sierra, membre clau de la UMRA.
En la tarda del divendres 17 de juliol es van rebre a la central radiotelegràfica de l'Estat Major de la Marina a Madrid les primeres notícies que s'havia iniciat la revolta militar al Marroc. Benjamín Balboa, afiliat a la UMRA, oficial tercer del Cos d'Auxiliars Radiotelegràfics, estava en aquest moment de guàrdia, i quan es va rebre a Madrid en la matinada del dissabte 18 de juliol el telegrama de felicitació del general Franco als revoltats de Melilla, va informar directament a l'ajudant del ministre Giral i es va negar a obeir l'ordre del cap de la central radiotelegràfica que retransmetés el missatge de Franco a les guarnicions i el va arrestar. A continuació, seguint ordres del ministre, va contactar amb tots els radiotelegrafistes de l'esquadra, els va alertar que els seus oficials podien estar a punt de revoltar-se contra el govern i els va animar al fet que prenguessin el comandament dels vaixells si calgués.
La rebel·lió militar de juliol de 1936 amb prou feines va tenir repercussió a Guinea. Fonamentalment perquè els conspiradors a la metròpoli i el protectorat del Marroc no havien organitzat cap revolta en la colònia africana. Però no hi ha unanimitat sobre la resta de raons, encara que es coincideix en algunes. Manuel Burgos Madroñero assenyala que, a més de les escasses i confuses notícies arribades a la colònia, la raó fonamental de la calma era un acord implícit entre les parts per por que els nadius poguessin aprofitar els enfrontaments entre les faccions colonials per revoltar-se i prendre el control de la colònia. En la mateixa línia es pronuncia Togores Sánchez, pel qual «[p]rimero s'era colon, després es tenia ideologia (si és que es tenia)». En tot cas, la colònia va seguir sota el control del govern de Madrid. Encara que es van produir tensions entre els partidaris de la revolta i els del govern, aquestes no van passar d'«acalorades discussions de cafè», segons Togores Sánchez. També segons aquest autor, la marineria del Méndez Núñez, en unió amb els militants locals del Front Popular, van dur a terme algunes accions, com un míting en el qual «s'incitava als negres a revoltar-se contra els blancs», la prohibició de la catequesi o el tancament d'algunes esglésies, sense que en cap cas aquestes accions fossin violentes. Altres autors han assenyalat que, després de conèixer-se en la colònia l'assassinat del líder dretà José Calvo Sotelo, es van organitzar diversos mítings polítics i va haver-hi alguns incidents entre grups de "laics" (simpatitzants del Front Popular) i "clericals" (plantadors socis del Casino de Santa Isabel).
El 21 de juliol, el capità Matres, comandant del Méndez Núñez, va demanar permís a Madrid per efectuar, juntament amb el governador, un recorregut per les illes. Però des del Ministeri de Marina se li va ordenar aquest mateix dia que tornés immediatament. El 23 de juliol el creuer va partir cap a la península. La marineria va enviar el següent missatge: «U.M.R.A. vigilant. Visca la República!». El periple del vaixell va ser accidentat. El comitè de bord vigilava al capità Matres, per impedir-li, si fos necessari, que lliurés el vaixell als revoltats. Aquests, des de Canàries, van radiar diversos missatges al creuer instant-li al fet que recalés a les illes en comptes de seguir el rumb previst a Màlaga, i al fet que detingués als radiotelegrafistes per impedir que seguissin rebent les instruccions que des del ministeri els enviava Balboa. No obstant això, aquest també va captar les transmissions, per la qual cosa es va ordenar al Méndez Núñez que tornés a Guinea. El creuer va arribar a Santa Isabel el 14 d'agost. A la seva arribada a Fernando Poo, seguint les ordres del govern, el capità Matres va cessar com a comandant del vaixell, i la tripulació va escollir al tinent de navili Ángel Bono com a substitut, sense saber que aquest també era partidari dels revoltats. Tots els oficials menys tres que van acceptar seguir a les ordres del govern van ser desembarcats i confinats en San Carlos —actualment Luba—, la segona localitat en importància de Fernando Poo. No obstant això, amb ajuda de plantadores locals, aquests van fugir a Victoria, al Camerun britànic —actualment Limbe—, des d'on van viatjar a Espanya per unir-se a les forces revoltades. El 30 d'agost, el Méndez Núñez va partir definitivament rumb a la península. A l'altura de Dakar el comandant Bono i l'oficial Manuel Guarch van desertar i, nadant, van guanyar la costa. Al comandament del maquinista Eugenio Rodríguez Sierra, el Méndez Núñez va aconseguir arribar a Màlaga, unint-se a la flota republicana.
Per reforçar a les autoritats guineanes, el govern va decidir enviar amb armes des de Barcelona a la motonau Fernando Poo, el vaixell de la Trasmediterránea que establia el normal contacte comercial amb la Península.

## La revolta

### Cronologia bàsica
- El 5 de juny de 1936, el governador general Luis Sánchez-Guerra Sainz declara l'estat d'excepció.
- Reclamat pel governador, el 24 de juny arriba al port de Santa Isabel el creuer Méndez Núñez.
- Seguint les ordres del govern, el Méndez Núñez parteix rumb a la península el 23 de juliol.
- Davant el temor que el vaixell pogués unir-se als revoltats en passar al costat de les Canàries, s'ordena que el Méndez Núñez torni a Guinea, on arriba el 14 d'agost.
- Després de desembarcar a la gairebé totalitat de l'oficialitat, el Méndez Núñez deixa definitivament el golf de Guinea el 30 d'agost.
- El 3 de setembre arriba a Bata amb aliments el vaixell correu de Transmediterránea Ciudad de Ibiza.
- El 17 de setembre el govern accepta la dimissió del governador general Luis Sánchez-Guerra, i nomena interinament el coronel mèdic Estanislao Lluesma García.
- La matinada del 18 al 19 de setembre, el comandant de la Guàrdia Colonial, el tinent coronel d'Enginyers Luis Serrano Maranges, revolta amb èxit l'illa de Fernando Poo.
- El 23 de setembre es produeix un intent de revolta en el continent. Els revoltats marxen sobre Bata, però són derrotats.
- El 30 de setembre atraca a Bata la motonau Fernando Poo, que havia estat enviada pel govern des de Barcelona.
- El 4 d'octubre surt de Las Palmas la motonau Ciudad de Mahón, equipada com un creuer auxiliar, amb l'objecte de completar la dominació de la colònia.
- El vaixell correu Ciudad de Ibiza salpa cap a la península el 12 d'octubre.
- El 14 d'octubre arriba a Bata el Ciudad de Mahón. Després d'enfonsar el Fernando Poo, les tropes desembarcades prenen la totalitat del continent.
- A primers de 1937 el Ciudad de Alicante completa la captura de tots els territoris guineans prenent l'illa d'Annobón.

### Revolta victoriosa a Fernando Poo, fracàs al continent
Durant el mes d'agost es va mantenir la calma a la colònia. Pozanco afirma que, malgrat això, els ordes religiosos intrigaven en contra de les autoritats i que en la Guàrdia Colonial, a pesar que es va mantenir fidel al govern, part de l'oficialitat es reunia amb elements dretans per seguir per la ràdio el curs de la guerra i es mostrava privadament hostil a la República. A la fi d'agost, l'absència del vaixell mensual de subministraments, unida a la congelació de comptes bancaris, va accentuar el malestar de la població europea. El 3 de setembre havia arribat a Bata el vaixell correu Ciudad de Ibiza —no és esmentat per molts dels autors que han tractat la revolta en la Guinea Espanyola—, que havia estat enviat des de Barcelona i transportava proveïments. A mitjan setembre es produeix la dimissió del governador general Sánchez-Guerra, que és acceptada el 17 de setembre, decretant-se la seva substitució pel coronel mèdic de l'Armada Estanislao Lluesma, que havia ocupat la governació general uns anys abans. Aquesta situació no va arribar a consolidar-se perquè uns dies després, el 20 de setembre —altres fonts parlen de la nit del 18 al 19 de setembre—, el comandant de la Guàrdia Colonial, el tinent coronel Serrano, s'unia a la revolta i decretava l'estat de guerra. En el seu ban afirmava: «Les últimes mesures adoptades pel Govern de Madrid en relació amb la colònia posa[n] una vegada més en evidència que els sacrificis que tots els bons espanyols ens havíem imposat perquè la normalitat no fos alterada en gens ni mica sota el comandament del digne governador Excm. Sr. D. Luis Sánchez Guerra eren estèrils i que els successius Comitès Comunistes, mal anomenats Governs, paguen amb la injustícia que ens mereixen». Segons Sánchez Togores, la raó de la revolta caldria buscar-la menys en l'afinitat ideològica amb un dels bàndols en la Guerra Civil que amb les possibles amenaces al statu quo colonial. La resistència a l'illa va ser escassa i les noves autoritats van prendre el control de la situació sense baixes, comptant-se amb prou feines un ferit de bala en una cama entre els partidaris del govern. Dotze partidaris de la República van ser detinguts.
La revolta havia triomfat al territori insular de la colònia, però en el continent, la situació era completament diferent. A Bata, el sotsgovernador Miguel Hernández Porcel es va negar a unir-se als revoltats de Fernando Poo, i va mantenir la seva obediència al govern de Madrid. El 22 de setembre el sotsgovernador va destituir als oficials de la Guàrdia Colonial —entre ells al capità Morales Fernández, cap de la companyia de Bata, el principal promotor de la revolta— i als caps de l'administració colonial en el continent, substituint-los per partidaris de la República. La Guàrdia Colonial va ser posada a les ordres del brigada Emilio Fontanet. L'endemà va haver-hi un intent de revolta als territoris de Cogo (on segons Pozanco va arribar un petit contingent amb vaixell des de Fernando Poo) i Benito, que va arribar a prendre l'emissora de radi de Riu Benito. Els alçats van marxar sobre Bata, produint-se prop de Bolongo, en la ribera del riu Ekuku, una escaramussa amb les forces governamentals comandades per Fontanet. La majoria dels combatents en tots dos bàndols eren tropes indígenes de la Guàrdia Colonial. L'enfrontament es va saldar amb la victòria dels governamentals i amb dues baixes, tots dos nadius enrolats en la Guàrdia Colonial —en aquest sentit, Wharton va assenyalar que «a nivell pràctic, va ser la població nativa la que va sofrir les privacions i baixes de la Guerra Civil, a causa que tots dos bàndols els van reclutar forçadament per formar part de les seves tropes com a soldats del carrer i al fet que l'escassetat de menjar va afectar fonamentalment a la població nativa i, en particular, als nens». A Bata es va constituir una milícia que va detenir 23 persones que van ser utilitzats com a ostatges, la qual cosa va contribuir també al fracàs de l'atac a la capital continental. Entre els membres més significats entre els partidaris de la República es trobaven el ja citat Ángel Miguel Pozanco i José Sierra Companys, un cosí del president de la Generalitat de Catalunya, Lluís Companys. Als revoltats se'ls va permetre embarcar-se en els vaixells Wakama —alemany— i Aodrin —suec— amb rumb al Camerun francès i a Gabon, des d'on es van desplaçar a Santa Isabel. Hernández Porcel, no obstant això, no tenia armes, per la qual cosa va viatjar al Camerun francès, on va tractar de comprar-ne, sense èxit, en prohibir la venda l'alt comissari francès. El 30 de setembre atracava en Bata el Fernando Poo, que no obstant això no transportava armes.

### Presa definitiva del continent
La situació a Guinea era inconvenient per als revoltats, que tenien un territori subjecte encara al control del govern en la rereguarda del flanc del conjunt del protectorat marroquí-Canàries-Ifni-Sahara. També es va valorar la contribució econòmica que la colònia podia fer a la causa franquista —vint-i-quatre milions de pessetes anuals per la collita de cacau, set i mitjà per la de cafè i trenta pel contingent anual d'okume. Després de rebre una anàlisi de la situació efectuat per l'Estat Major de Canàries, la caserna general de Franco va decidir confiscar-se el 23 de setembre del vapor Ciudad de Mahón —un vaixell de Transmediterránea dedicat a serveis interinsulars canaris i que es trobava fondejat a Las Palmas en iniciar-se el conflicte. A continuació, el vaixell va ser artillat com un creuer auxiliar, pel que se li van instal·lar dos canons, un de procedent del canoner Canalejas i un altre del guardacostes Arcila, que eren les úniques unitats de la Marina espanyola presents a Canàries des de l'inici de la guerra, però que mancaven de condicions per fer la guerra en travessies de llarga distància. Amb el tinent de navili Fernando Balén com a comandant, va embarcar a Sidi Ifni un tabor de Tiradors, al que es van unir a Canàries dues companyies d'Infanteria formades per voluntaris canaris, una secció de metralladores i una bateria d'artilleria. En total 488 homes sense comptar als membres de la tripulació del vaixell. Les tropes estaven al comandament del comandant d'Infanteria Gonzalo Gómez Abad. El Ciudad de Mahón, que va adoptar el nom de Ciudad de Macao durant la travessia, va salpar de Canàries el 4 d'octubre.
Mentrestant, el Fernando Poo havia estat destinat a presó flotant i fondejat en el port de Bata. En ell van ser reclosos uns pocs sacerdots i altres sospitosos de «auxili a la rebel·lió», amb l'objectiu d'intercanviar-los pels presoners republicans que hi havia a Santa Isabel. Després de tocar a la capital de Fernando Poo, el Ciudad de Mahón es va presentar a l'alba del 14 d'octubre enfront de Bata. Dos dies abans havia partit cap a la península el Ciudad de Ibiza. Va intimar a la rendició al Fernando Poo, que es trobava a una milla de la costa i, al no rebre resposta, el Ciutat de Maó va disparar dues canonades, que van impactar en la línia de flotació del Fernando Poo. A continuació, les tropes del Ciutat de Maó van abordar la motonau, però els impactes van fer que poc després s'incendiés, morint alguns dels tripulants del vaixell, així com presoners i fins i tot membres de les tropes atacants. A causa dels danys, el Fernando Poo es va enfonsar l'endemà en aigües poc profundes, quedant encallat sobre el costat de babord.
Després de capturar el Fernando Poo, diverses llanxes de desembarcament es van dirigir a la costa. L'escassa resistència que van oposar al desembarcament les forces governamentals va ser feta callar també amb trets d'artilleria des del Ciutat de Maó. Els partidaris de la República van fugir, refugiant-se a Ebebiyín. Amb el brigada Fontanet al comandament, els republicans es van enfrontar a la columna revoltada sofrint algunes baixes abans de fugir a Camerun i Gabon. El Ciudad de Mahón va romandre un dia en Bata. A la capital continental va quedar una guarnició d'uns dos-cents homes del Ciudad de Mahón i una milícia de voluntaris falangistes. A primera hora del matí del dia 15, arribava a Santa Isabel, on va ser rebut amb entusiasme pels revoltats. Segons Pozanco, en el transcurs de la singladura, alguns presoners capturats al Fernando Poo van ser assassinats. A la seva arribada es van dur a terme diverses cerimònies militars i religioses. Sánchez-Guerra va ser embarcat en un vaixell holandès amb destinació a Europa. Se li va ordenar que a la seva arribada viatgés a l'Espanya franquista i es presentés davant les noves autoritats, la qual cosa va dur a terme. El capità de navili Manuel de Mendívil va ser nomenat pel govern de Burgos governador general de la Guinea Espanyola. A Burgos, el sotsgovernador Hernández Porcel i Ángel Miguel Pozanco van ser condemnats a mort in absentia. Després de complir la seva missió, el Ciudad de Mahón va tornar a Canàries —el 23 de gener de 1937 va ser habilitat com a transport de guerra. Al novembre, els presoners republicans van ser deportats a les Canàries.
Segons Martínez Bande, després de la presa del continent, l'illa d'Annobón va romandre fora del control dels revoltats. Va ser el vapor Ciudad de Alicante, armat també com un creuer auxiliar i amb un destacament de Tiradors d'Ifni a bord, el que va prendre l'illa —no obstant això, les fonts disponibles sobre el Ciutat d'Alacant afirmen que no va entrar en servei fins a desembre de 1936, en l'estret de Gibraltar, abans de ser enviat al golf de Guinea i a Riu d'Or, tornant a l'estret a l'abril de 1937. Amb aquesta última operació, tots els territoris espanyols en el golf de Guinea quedaven fermament en mans franquistes.